# Tony Award du meilleur événement spécial théâtral
Le Tony Award du meilleur événement spécial théâtral (Tony Award for Best Special Theatrical Event) était un prix récompensant, entre 2001 et 2009, les meilleures productions théâtrales qui n'étaient ni des pièces ni des comédies musicales.

## Gagnants et nominations

### Années 2000
| - 2001 : Blast! - Aucun nommé - 2002 : Elaine Stritch at Liberty - Bea Arthur on Broadway, Just Between Friends - Barbara Cook in Mostly Sondheim - Sexaholix...A Love Story - 2003 : Def Poetry Jam - Bill Maher: Victory Begins at Home - The Play What I Wrote - Prune Danish - 2004 : Aucune récompense cette année | - 2005 : Billy Crystal 700 Sundays - Dame Edna: Back with a Vengeance! - Laugh Whore - Whoopi the 20th Anniversary Show - 2006 : Aucune récompense cette année - 2007 : Jay Johnson: The Two and Only - Kiki and Herb: Alive on Broadway - 2008 : Aucune récompense cette année - 2009 : Liza's at The Palace...! - Slava's Snowshow - Soul of Shaolin - You're Welcome America |